# جاك ماغواير
جاك ماغواير (بالإنجليزية: Jack McGuire)‏ هو سياسي أمريكي، ولد في 12 مايو 1933 في جوليت في الولايات المتحدة. حزبياً، نشط في الحزب الديمقراطي. وقد انتخب عضو مجلس نواب إلينوي.